# Sargon von Akkad

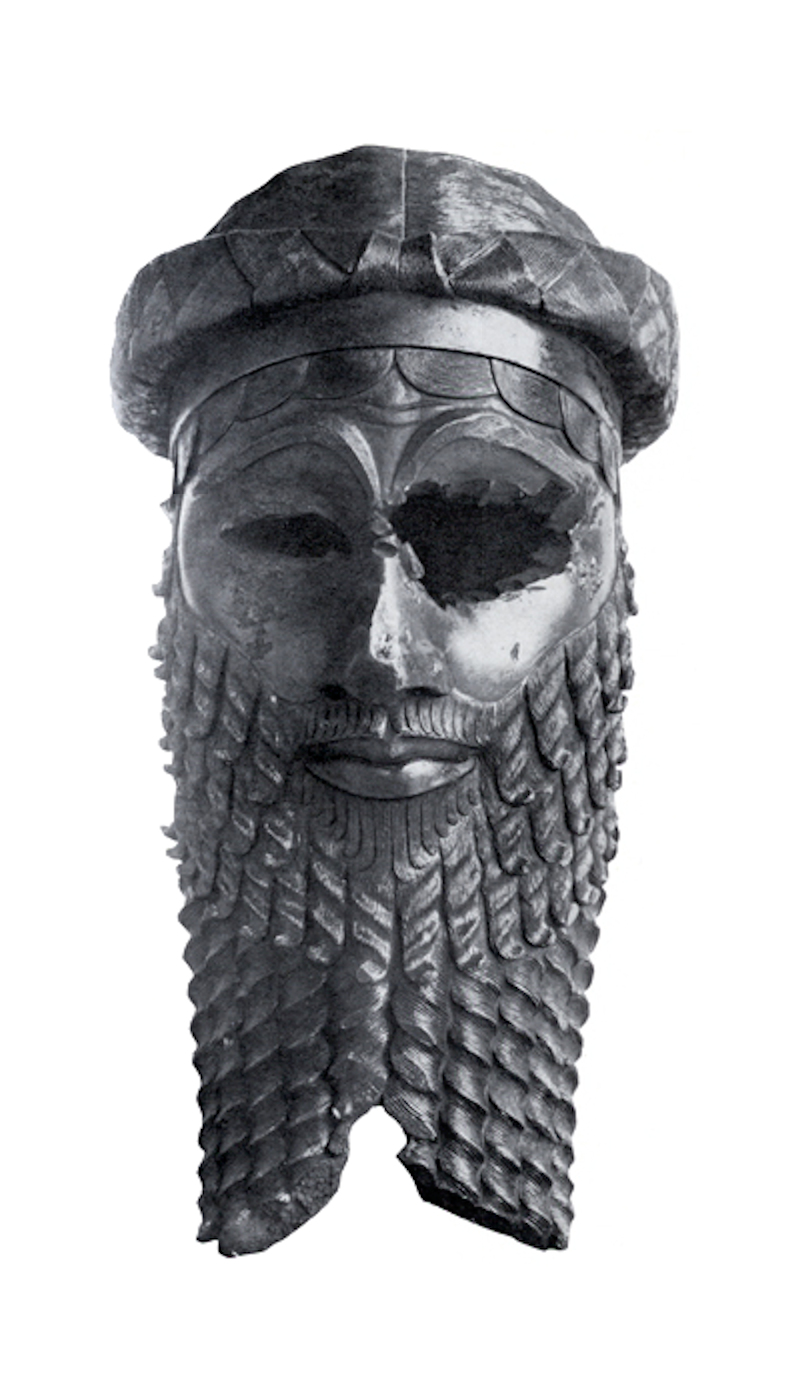
Kupferkopf eines Königs, gefunden in Ninive, Sargon oder seinen Enkel Naram-Sin darstellend. Die Beschädigung an der Augenpartie erfolgte bereits in historischer Zeit.

Sargon von Akkad (akkadisch 𒈗𒁺 Šarru-kīnu; auch Sargon von Akkade) war von 2356 bis 2300 v. Chr. (mittlere Chronologie) bzw. 2292 bis 2236 v. Chr. (kurze Chronologie) König von Akkad. Als erster Monarch in der Geschichte trägt er den Titel Šar kiššatim (König des Universums).
Mit Sargon von Akkad beginnt eine neue Ära (Akkadzeit) in der Geschichte von Mesopotamien. Sargon von Akkad und seine Gefährten verwendeten eine semitische Sprache und kamen aus westlichen Ländern. Seine Reichsgründung bedeutet insofern eine „Wasserscheide“ in Mesopotamiens Geschichte, als es das erste historische, zentral verwaltete Großreich war, das über mehrere Generationen hin von derselben Herrscherfamilie regiert wurde. Zugleich wurde es wie die späteren Reiche der Babylonier und Assyrer von einer semitischen Führungsschicht getragen, während die älteren Staatsgebilde von Sumerern beherrscht wurden. Ein Ausdruck dieses gesellschaftlichen Wandels besteht darin, dass die semitische Sprache nun für Inschriften, Briefe und Urkunden in großer Zahl verwendet wird, während sich im Bereich Mesopotamiens ihr Einfluss zuvor auf Lehnworte und Eigennamen beschränkt hatte. Die semitische Kultur ist von nun an eine etablierte Größe im gesamten „Zweistromland“; auch wenn dem Ende des Reiches von Akkad zunächst eine sumerische Renaissance folgte.

## Leben und Herrschaft
Über das Leben Sargons vor seiner Zeit als Herrscher liegen vor allem legendarische Nachrichten vor, die nicht ohne weiteres glaubhaft sind. Der in der akkadischen Sargonlegende genannte Geburtsort Azupiranu („Safran-Stadt“) ist wohl ein „sprechender“ Name, der mit der abortiven Wirkung des Safran spielt. Eine Stadt dieses Namens ist sonst nirgends bezeugt. Nach der Sumerischen Königsliste war Sargons Vater oder Pflegevater ein Gärtner. Nach der Königsliste wie nach der Sumerischen Sargonlegende war Sargon, bevor er selbst König wurde, Mundschenk des Königs Ur-Zababa von Kiš, was im altorientalischen Zusammenhang allerdings einen höheren Beamtenrang bezeichnet. Die Sumerische Sargonlegende handelt davon, dass die Göttin Inanna beschlossen hat, dass Sargon König werden soll. So treten Vorzeichen dafür auf, dass der Mundschenk den regierenden Herrscher ablösen wird. Alle Gegenmaßnahmen, die Ur-Zababa ergreift, werden von der Göttin vereitelt. Der Text ist nicht vollständig erhalten; er muss aber berichtet haben, dass Sargon an Stelle Ur-Zababas die Herrschaft ergreift.
Nach späterer Überlieferung war er das uneheliche Kind einer Priesterin. In ähnlicher Weise wie es von Moses berichtet ist, setzte sie ihn aus Angst in einem Kästchen im Euphrat aus, Dort fand ihn ein Gärtner und nahm ihn zu sich.
Die Nachrichten darüber, dass Sargon nicht aus königlicher Familie stammte, sind grundsätzlich glaubwürdig. Als Semit kann er nicht zu den führenden Kreisen der sumerischen Stadtstaaten gehört haben. Ob er tatsächlich Mundschenk in Kisch war, und wie er gegebenenfalls zu dieser Position kam, muss wohl offenbleiben. Sollten die entsprechenden Nachrichten glaubwürdig sein, muss er den sumerischen König Ur-Zababa entthront haben. Anschließend, um 2334 v. Chr., besiegte er auch Lugalzagisi von Uruk, der zu diesem Zeitpunkt die Oberherrschaft über mehrere sumerische Stadtstaaten innehatte. Darüber berichten nun nicht mehr nur legendäre Erzählungen, sondern Königsinschriften aus der Zeit Sargons, wobei hier nicht die spärlichen Originale, sondern die in altbabylonischen Kopien erhaltenen Texte relevant sind. Es heißt dort:

„Im Kampf hat er [=Sargon, der hier in dritter Person von sich redet] Uruk besiegt, die Stadt erobert. Lugalzaggesi, den König von Uruk, hat er im Kampf gefangen genommen, ihn in einem Holzblock zum Tore des Enlil (-Tempels) geführt.“

Sargon selbst legitimierte die gewaltsam angeeignete Herrschaft unter Berufung auf göttliche Erwählung durch die Kriegsgöttin Inanna/sem. Ischtar. Zugleich propagierte er sie in seinem Namen. „Sargon“ ist die aus dem biblischen Hebräisch (Jes 20,1 ) übernommene Fassung des akkadischen scharrum kin, das im Altakkadischen als Satzname mit der Bedeutung „Der Herrscher ist legitim“ aufzufassen ist.
Es scheint plausibel, dass der spätere König diesen Namen nicht von Geburt an trug, sondern nach seinem Herrschaftsantritt aus legitimatorischen Gründen annahm. Vor allem ist der Umstand, dass der Name nur bei regierenden Herrschern (Sargon von Akkad/Sargon I. und Sargon II. von Assyrien) belegt ist, zu Gunsten dieser Erklärung anzuführen.
Sie wird auch nur von wenigen, allerdings gewichtigen Stimmen bestritten.
Dass Sargon nach seinem gewaltsamen Herrschaftsantritt etwas Neues schaffen wollte, geht daraus hervor, dass er seine Residenz nicht in einer alten bedeutenden Königsstadt einrichtete, sondern in die zuvor praktisch bedeutungslose Stadt Akkad verlegte. Der Name der Stadt ist bereits vor Sargon inschriftlich bezeugt, sodass er entgegen einer älteren, wohl schon antik-mesopotamischer Tradition entsprechenden Ansicht nicht als ihr Gründer angesehen werden kann. Welche Gründe ihn zur Verlegung der Residenz veranlassten, wird nicht deutlich. Die Lage der Stadt in der Nähe bedeutender Handelswege wird eine Rolle gespielt haben. Möglicherweise war Sargon auch herkunftsmäßig dort verwurzelt, sodass er Regierungszentrale und Hausmacht verband.
Die von Sargon erhaltenen Königsinschriften sind zwar Primärquellen aus seiner Zeit, gleichwohl sind auch sie bei der historischen Auswertung mit Vorsicht zu gebrauchen. Es handelt sich um propagandistische Texte, die zunächst ein Ideal von Sargons Herrschaft darstellen, die Plausibilität der einzelnen Nachrichten ist also jeweils zu erwägen. So ist im Einzelfall zu prüfen, wie fest die Herrschaft Sargons über ein Gebiet, das er erobert haben will, tatsächlich war. Ein weiteres Problem liegt darin, dass die Inschriften keinen Gesamteindruck der Herrschaft Sargons vermitteln, sondern vielmehr „Informationsfetzen“ ohne chronologische Ordnung bieten.

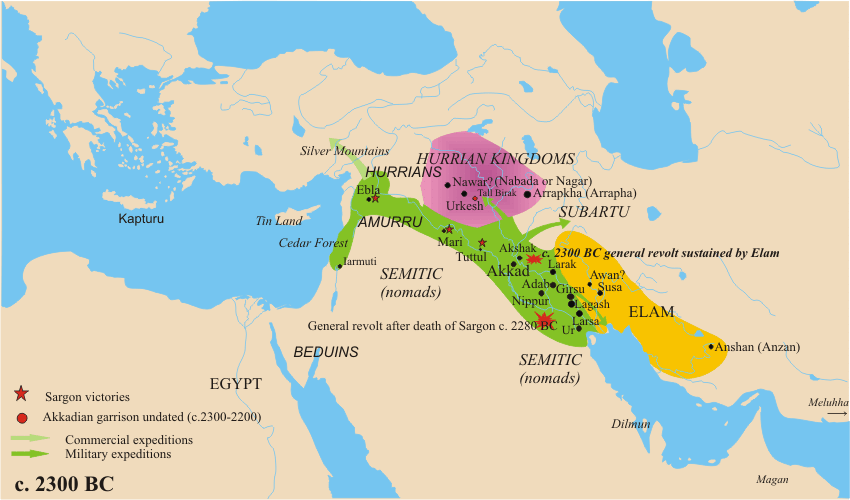
Das Reich des Sargon von Akkad (grün)

Abgesehen vom Sieg über Lugalzagesi geht aus den Inschriften glaubhaft hervor, dass Sargon ein ganzes Heer von Staatsdienern beköstigte: 5400 Männer sollen täglich vor ihm ihr Brot gegessen haben. Dabei ist die Zahl 5400 wie praktisch alle Zahlenangaben in altorientalischen Texten nicht wörtlich zu nehmen, sondern steht zum Ausdruck einer großen Menge. Darüber hinaus hat Sargon nach dem Zeugnis seiner Inschriften „vom oberen Meer zum unteren Meer“, also vom Mittelmeer zum Persischen Golf, „Söhne von Akkad“ zu Statthaltern eingesetzt. Danach waren in den einzelnen Gebieten Verwandte oder Vertrauensleute aus Akkad bzw. „von Akkads Gnaden“ als loyale Lokalregenten (Gouverneure) eingesetzt. Wahrscheinlich sollten diese Einsetzungen ältere Herrschaftsstrukturen zerschlagen. Wie die hohe Zahl der vom König beköstigten Staatsdiener spricht dies für die Begründung einer zentralen Verwaltung mit der Hauptstadt Akkad. Dass sein Herrschaftsgebiet tatsächlich vom Mittelmeer zum Persischen Golf reichte, entspricht allerdings einem schon von Lugalzagisi in Anspruch genommenen Ideal und kann kaum als Ausdruck der politischen Wirklichkeit verstanden werden. Züge in das Gebiet des mittleren Euphrat (Mari) oder nach Syrien (Ebla) mag er unternommen haben, vielleicht aber eher als Beutezüge (Mesopotamien ist eine rohstoffarme Gegend), eine dauerhafte Herrschaft wird er dort allerdings nicht errichtet haben.
Weiterhin bezeugen die Inschriften, dass Sargon die Zentrale Akkad dadurch zu stärken suchte, dass er Schiffe, die Güter aus fernen Ländern, sogar aus Indien (Meluhha), herbeibrachten, in Akkad entladen ließ, womit die Hauptstadt die Funktion der sumerischen Häfen des Südens übernehmen sollte. Inwiefern Akkad dadurch tatsächlich den sumerischen Häfen insgesamt den Rang ablief, wäre freilich noch zu fragen.

## Familie und Dynastiegründung
Sargons Gemahlin war Tašlultum, über die, außer ihrem Namen, wenig bekannt ist. Der Name bedeutet übersetzt ungefähr „Ich nahm (sie/dich) als Beute“. Laut einer Legende war Tashlultum die ehemalige Gemahlin von Lugalzagesi. Obwohl dies eine stimmige Erklärung des Namens wäre, konnte sie bisher nicht bewiesen werden.
Sargon begründete die altakkadische Dynastie, aus der vier Nachfolger in drei Generationen hervorgingen (Sargons Söhne Rimuš und Maništušu, sein Enkel Naram-Sin, sowie dessen Sohn Šar-kali-šarri).
Sargons Tochter war die Priesterin En-hedu-anna, von der religions- und literaturgeschichtlich bedeutende Texte erhalten sind.

## Nachleben in der geschichtlichen Erinnerung: Akkadische Sargonlegende
Sargon blieb während der gesamten Geschichte Alt-Mesopotamiens als herausragender Herrscher der Frühzeit in Erinnerung. Er galt als Vorbild späterer Könige, und die göttliche Verehrung, die er noch zu Lebzeiten seiner Dynastie erfuhr, hielt sich bis in persische Zeit.
Die Hochschätzung Sargons von Akkad – in manchem derjenigen Karls des Großen in Europa vergleichbar – ist im Übrigen nicht nur auf Mesopotamien beschränkt: Auch bei den kleinasiatischen Hethitern stand die Erinnerung an ihn in hohem Ansehen und wurde in erzählerischer Überlieferung in akkadischer und hethitischer Sprache gepflegt. Ein wichtiges Dokument, das auch in hethitischsprachigen Fragmenten in Ḫattuša gefunden wurde, ist eine Erzählung, die heute unter dem Titel König der Schlacht zitiert wird. Danach soll Sargon einen Kriegszug nach Anatolien unternommen haben, um dort lebenden mesopotamischen Kaufleuten zu Hilfe zu kommen. Der König der Schlacht ist ein Beispiel für spätere Sargon-Erzählungen, die Sargon von Akkad glorifizieren, deren Quellenwert für die Zeit seiner Herrschaft aber zweifelhaft ist. Sargon hatte ein Reich gegründet, das es gegen einige Widerstände zu festigen und durchzuorganisieren galt. Angesichts dessen ist – trotz anderslautender Meinungen – kaum wahrscheinlich, dass er sich eine so lange Abwesenheit leisten konnte, wie sie ein Feldzug nach Anatolien erfordert hätte. Daher hat die Annahme mehr für sich, dass die Erzählung das Anliegen verfolgt, Sargon als idealen Herrscher darzustellen, und zwar aus Sicht einer späteren Zeit, in der mesopotamische Kaufleute tatsächlich Handelsstationen in Anatolien unterhielten. Der König der Schlacht entstand wahrscheinlich während des 18. Jahrhunderts v. Chr., Ursprungsort wird Mesopotamien sein, wo die Erzählung noch bis in neuassyrische Zeit tradiert wurde.
Überhaupt scheint Sargon von Akkad bei den neuassyrischen Herrschern (9.–7. Jh. v. Chr.) als großes Vorbild gegolten zu haben; einer der wichtigsten von ihnen, Sargon II. von Assyrien, trug sogar seinen Namen. In sog. „historischen Ominatexten“, die bestimmte Vorzeichen mit einer großen königlichen Leistung in Verbindung bringen, sind Leistungen neuassyrischer Könige als Sargontaten dargestellt worden; so in einem Omen die Überquerung des Mittelmeers, die Sargon von Akkad gewiss nie unternommen hat, dafür aber Sargon II. von Assyrien, von dem sich eine Stele auf Zypern gefunden hat, die Kition-Stele.
Ein wichtiges Zeugnis des geschichtlichen Nachlebens Sargons von Akkad ist auch die Geburtslegende Sargons oder – nach der Sprache, in der der Text abgefasst ist – Akkadische Sargonlegende. Der Text der Legende ist auf Tontafeln aus der Bibliothek Assurbanipals in Ninive sowie einer jüngeren Tafel aus Babylonien erhalten. Er lautet nach einer neueren deutschen Bearbeitung:

„Scharrukin (= Sargon), der starke König, der König von Akkade bin ich. Meine Mutter war eine Verstoßene, meinen Vater kannte ich nicht. Die Verwandtschaft meines Vaters wohnt im Gebirge. Meine Geburtsstadt ist die Stadt Safran, die am Ufer des Euphrat liegt. Es empfing mich die Mutter, die Verstoßene gebar mich heimlich. Sie legte mich in einen Korb aus Schilf, mit Asphalt verschloss sie meine Öffnungen. Sie ließ mich auf dem Fluss nieder, aus dem ich nicht mehr selbst emporsteigen konnte. Der Fluss trug mich, zu Aqqi dem Wasserschöpfer brachte er mich. Aqqi der Wasserschöpfer holte mich wahrlich durch ein Eintauchen des Eimers herauf. Aqqi der Wasserschöpfer nahm mich zu seiner Sohnschaft an, er zog mich wahrlich groß. Aqqi der Wasserschöpfer setzte mich wahrlich in seine Gärtnerarbeit ein. Bei meiner Gärtnerarbeit gewann mich die Ischtar wahrlich lieb. (x?) Jahre übte ich wahrlich die Königsherrschaft aus. Die schwarzköpfigen Menschen beherrschte und regierte ich wahrlich.“

(Es folgt eine Aufzählung der großen Leistungen Sargons, die ihn als Vorbild für alle künftigen Könige ausweisen.)
Diese Legende knüpft deutlich an die schon sehr viel ältere und wohl historisch zuverlässige Überlieferung an, nach der Sargon von Akkad nicht von Geburt an zum Herrscher bestimmt war. Nach der oben wiedergegebenen Übersetzung stammte sein Vater aus den Bergen – die Berglandbewohner galten den kultivierten Mesopotamiern als unzivilisierte und teilweise räuberische Barbaren – seine Mutter war eine Verstoßene. Die Charakterisierung der Mutter wird freilich in der Regel anders übersetzt, so dass sie eine Priesterin war. Die akkadische Vokabel (e-ni-tu oder en-né-tu) ist aber nicht ganz klar. Ältere Arbeiten vertreten durchaus die in der oben zitierten Bearbeitung erneuerte Übersetzung. Die Auffassung als „Priesterin“ (akkadisch: entu) steht vor allem vor dem Problem, wie ein Barbar aus den Bergen in intimen Kontakt mit einer zur Jungfräulichkeit verpflichteten Priesterin treten sollte. Vorstellbar wäre dies im Sinne einer Vergewaltigung oder eines Kultfrevels. Dann wäre Sargon als Kind eines Verbrechens dargestellt. Welche Übersetzung man aber auch wählt – dass Sargon nicht von Geburt an zum Herrscher bestimmt war, geht aus dem Text eindeutig hervor. Vielmehr stammte er aus gesellschaftlich abseitigen oder gar zweifelhaften Verhältnissen. Aber durch die Liebe der Göttin Ischtar wurde er zum König. Das Motiv hatte ja schon die Sumerische Sargonlegende enthalten. Der weitere, hier nicht zitierte Text unterstreicht seine sekundäre Legitimation dadurch, dass er als Herrscher Leistungen vollbrachte, an denen sich alle späteren Herrscher messen lassen sollten.
Die Legende ist erst auf Textzeugen aus neuassyrischer Zeit belegt, also aus einer Epoche der besonderen Hochschätzung Sargons von Akkad. Was die sprachliche Gestalt angeht, so liegen einerseits keine Anzeichen für eine frühere Entstehung vor, während andererseits manche Spracheigentümlichkeiten in die neuassyrische Zeit passen. So spricht also alles dafür, dass die Akkadische Sargonlegende in neuassyrischer Zeit entstanden ist. Damit liegt also keine Quelle aus der Zeit des historischen Sargon von Akkad vor, sondern wiederum ein Dokument seines Nachlebens. Sehr wahrscheinlich ist die Entstehung der Legende in die Zeit Sargons II. von Assyrien zu datieren und gehört in den Zusammenhang des Legitimationsbedürfnisses dieses Königs. Die Akkadische Sargonlegende hat in neuerer Zeit wieder das Interesse der Bibelwissenschaft gefunden, nachdem Eckart Otto die These erneuert hat, dass die Aussetzungsgeschichte des Mose in Exodus 2, 1–10 nach ihrem Vorbild gestaltet wurde.